# قلعة قشم
قلعة قشم أو قلعة برتغاليون هي قلعة تاريخية تعود إلى عصر السلالة الصفوية، وتقع في جزيرة قشم.